# Championnat de Corée du Sud féminin de football 2021
Navigation
WK-League 2020 WK-League 2022
Le Championnat de Corée du Sud féminin de football 2021, ou WK-League 2021, est la 13e saison du Championnat de Corée du Sud féminin de football. Les Incheon Hyundai Steel Red Angels sont les tenants du titre.

## Organisation
La WK-League est une ligue fermée. Aucune équipe n'a donc été promue ni reléguée.
Les huit équipes s'affrontent d'abord dans une poule unique, lors de laquelle les équipes s'affrontent quatre fois. À l'issue de cette saison régulière, l'équipe la mieux classée est directement qualifiée pour le Championship, c'est-à-dire la finale de WK-League, tandis que les équipes classées en deuxième et troisième position s'affrontent lors d'un match sec de play-offs. Le Championship est alors joué en match aller-retour. 
Chaque club peut recruter jusqu'à quatre joueuses extra-communautaires, à l'exception du Boeun Sangmu, qui est un club militaire et ne peut donc recruter que des joueuses sud-coréennes. 
En raison de la pandémie de Covid-19, la saison régulière est réduite à 21 journées, comme lors de la saison précédente, chaque équipe affrontant toutes les autres trois fois.

## Participantes
| \| Boeun Sangmu Séoul WFC Changnyeong WFC Incheon · Red Angels Suwon UDC Sejong Sportstoto Hwacheon KSPO Gyeongju KHNP \| Localisation des clubs engagés dans le championnat. |
| Boeun Sangmu Séoul WFC Changnyeong WFC Incheon · Red Angels Suwon UDC Sejong Sportstoto Hwacheon KSPO Gyeongju KHNP                                                           |

| Équipe                           | Ville       | Stade                             | Capacité | Class. 2020 |
| -------------------------------- | ----------- | --------------------------------- | -------- | ----------- |
| Boeun Sangmu                     | Boeun       | Boeun Stadium                     | 6,000    | 8e          |
| Changnyeong                      | Changnyeong | Changnyeong Sports Park           | 2,500    | 5e          |
| Sejong Sportstoto                | Sejong      | Sejong Central Park               |          | 6e          |
| Gyeongju KHNP                    | Gyeongju    | Gyeongju Civic Stadium            | 12,199   | 2e          |
| Hwacheon KSPO                    | Hwacheon    | Hwacheon Stadium                  | 3,000    | 4e          |
| Incheon Hyundai Steel Red Angels | Incheon     | Incheon Namdong Asiad Rugby Field | 5,078    | 1er         |
| Séoul WFC                        | Séoul       | Hyochang Stadium                  | 15,194   | 7e          |
| Suwon UDC                        | Suwon       | Suwon Sports Complex              | 11,808   | 3e          |

## Compétition

### Saison régulière
| Rang | Équipe             | Pts | J  | G  | N | P  | Bp | Bc | Diff |
| ---- | ------------------ | --- | -- | -- | - | -- | -- | -- | ---- |
| 1    | Incheon Red Angels | 52  | 21 | 17 | 1 | 3  | 51 | 14 | +37  |
| 2    | Gyeongju KHNP      | 51  | 21 | 16 | 3 | 2  | 59 | 17 | +42  |
| 3    | Suwon UDC          | 30  | 21 | 9  | 3 | 9  | 35 | 27 | +8   |
| 4    | Séoul WFC          | 30  | 21 | 9  | 3 | 9  | 28 | 44 | -16  |
| 5    | Hwacheon KSPO      | 28  | 21 | 7  | 7 | 7  | 28 | 30 | -2   |
| 6    | Boeun Sangmu       | 22  | 21 | 5  | 7 | 9  | 16 | 30 | -14  |
| 7    | Sejong Sportstoto  | 14  | 21 | 4  | 2 | 15 | 17 | 44 | -27  |
| 8    | Changnyeong        | 9   | 21 | 1  | 6 | 14 | 19 | 47 | -28  |

### Demi-finale
| 12 novembre 2021 | Gyeongju KHNP                                                                   | 5 – 4   | Suwon UDC                                                               |  |  |
|                  | Asuna Tanaka 21e (pen.) · Park Yee-un 46e · Yeo Ji-Min 50e · Josée Nahi 57e 83e | (1 – 3) | 5e Jeoun Eun-ha · 18e Hyo-Joo Chu · 42e Moon Mi-ra · 90+2e Mebae Tanaka |  |  |

### Finale
Match aller
| 16 novembre 2021 | Gyeongju KHNP             | 1 – 1   | Incheon Red Angels |  |  |
|                  | Asuna Tanaka 90+3e (pen.) | (0 – 1) | 3e (csc)           |  |  |

Match retour
| 19 novembre 2021 | Incheon Red Angels | 1 – 0   | Gyeongju KHNP |  |  |
|                  | Se-Eun Lee 53e     | (0 – 0) |               |  |  |

| Vainqueur de la WK-League 2021   |
| -------------------------------- |
| Incheon Hyundai Steel Red Angels |

## Statistiques individuelles
Source.

### Meilleures buteuses
|    | Joueuse         | Club               | Buts |
| -- | --------------- | ------------------ | ---- |
| 1. | Josée Nahi      | Gyeongju KHNP      | 16   |
| 2. | Son Hwa-yeon    | Changnyeong        | 12   |
| 3. | Moon Mi-ra      | Suwon UDC          | 11   |
| 4. | Choi Yoo-jung   | Incheon Red Angels | 9    |
| 4. | Yeo Ji-Min      | Gyeongju KHNP      | 9    |
| 6. | Jung Young-ah   | Séoul WFC          | 8    |
| 7. | Choe Yu-ri (en) | Incheon Red Angels | 7    |